# Beautiful Future
Beautiful Future é o nono álbum de estúdio lançado pela banda escocesa de rock alternativo Primal Scream. O álbum foi lançado em 18 de julho de 2008. Neste álbum o grupo traz uma fusão do estilo rock-eletrônico de Screamadelica e influencias do som feito pelo grupo nos anos 80.
A faixa bônus "Urban Guerrilla" pode ser baixada no site do grupo gratuitamente.
| Críticas profissionais                                                      | Críticas profissionais |
| Avaliações da crítica                                                       | Avaliações da crítica  |
| Fonte                                                                       | Avaliação              |
| --------------------------------------------------------------------------- | ---------------------- |
| All Music Guide                                                             | [ 2 ]                  |
| Esta tabela precisa de ser acompanhada por texto em prosa. Consulte o guia. |                        |

## Faixas
1. "Beautiful Future" - 5:09
2. "Can't Go Back" - 3:44
3. "Uptown" - 4:50
4. "The Glory of Love" - 3:11
5. "Suicide Bomb" - 5:51
6. "Zombie Man" - 3:37
7. "Beautiful Summer" - 4:43
8. "I Love to Hurt (You Love to Be Hurt)" (participação Lovefoxxx) - 4:32
9. "Over & Over" (participação Linda Thompson) - 4:33
10. "Necro Hex Blues" (participação Josh Homme) - 3:34
11. "The Glory Of Love" (Single Version) - 3:13
  - A versão estendida inclui:
12. "Urban Guerrilla" - 3:25
13. "Time of the Assassins" - 3:38